# Eunoe opalina
Eunoe opalina är en ringmaskart som beskrevs av McIntosh 1885. Eunoe opalina ingår i släktet Eunoe och familjen Polynoidae.
Artens utbredningsområde är havet kring Nya Zeeland. Inga underarter finns listade i Catalogue of Life.